# 奧利夫鎮區 (堪薩斯州)
奧利夫鎮區（英語：Olive Township）為美國堪薩斯州第開特縣轄下的鎮區。2010年美国人口普查中此鎮區人口有33人。

## 地理
奧利夫鎮區涵蓋總面積為92.3平方（35.65平方英里），其中陸地面積為91.7平方（35.42平方英里），水域面積為0.60平方（0.23平方英里）或0.65%。海拔高度775（2,543英尺）。

## 人口統計
根據2010年美國人口普查，奧利夫鎮區人口有33人，其中男性有18人，女性有15人，人口密度為每平方公里0.36人，住房計23戶。鎮區內的白人有33人，非裔美國人有0人，美洲原住民有0人，亞裔美國人有0人，太平洋島裔美國人有0人，其他種族有0人，混血種族則有0人。此外鎮區內有0人為西班牙裔或拉丁裔美國人。此鎮區之年齡中位數為54.5歲，而男性年齡中位數為55.0歲，女性年齡中位數為52.5歲。

## 交通

### 主要公路
- 36號美國國道